# アクソノメトリー
アクソノメトリー（英: axonometry）は対象の直交座標軸が単一投影面上に傾いて写される平行投影である。軸測投影（英: axonometric representation; axonometric projection）とも。

## 概要
投影では三次元の対象を二次元の投影面へ写し取る。対象が置かれた空間の直交座標を考えたとき、平行投影では3本の座標軸が重ならないつまり投影面上で傾いて写されるケースがあることがわかる。この場合、座標軸に沿った立方体があればその正面・側面・上面がひとつの投影図で見えることになり、対象の形状を単面投影で充分に表現でき有用である。このような「対象の直交座標軸が単一投影面上に傾いて写される平行投影」をアクソノメトリーという。
アクソノメトリーでは対象が置かれる直交座標系の座標軸が重要な役割を果たす。これら3本の座標軸は主軸（、英: axonometric axes）と呼ばれる。軸測軸とも。主軸は座標軸の投影図を指す場合もある。
アクソノメトリーでは投影面と主軸のなす角度に依存して主軸が短く投影される。主軸と投影面がなす角を主軸の傾角（英: inclination of the principal axis）といい、主軸の短縮具合をアクソノメトリーの縮率（英: rate of shortening; foreshortening ratio）あるいは縮比（英: retio of reduction）という。
アクソノメトリーは投影面と投影線の角度（=直投影か斜投影か）に基づいて直軸測投影と斜軸測投影（、英: oblique axonometry）に二分される。
アクソノメトリーはポールケの定理にその基礎をおいている。

## 名称
アクソノメトリーは軸測投影（英: axonometric representation; axonometric projection）とも呼称される。
「軸測投影」の語は多義的である（⇒軸測投影）。直軸測投影を指す場合があり、英語圏では直軸測投影を指して 英: axonometric projection と呼ぶ場合がある。使い分けは文脈に依るため注意が必要である。